# Nasa rubrastra
Nasa rubrastra är en brännreveväxtart som först beskrevs av Weigend, och fick sitt nu gällande namn av Weigend. Nasa rubrastra ingår i släktet färgkronor, och familjen brännreveväxter. Inga underarter finns listade i Catalogue of Life.